# Oliver Ortmann

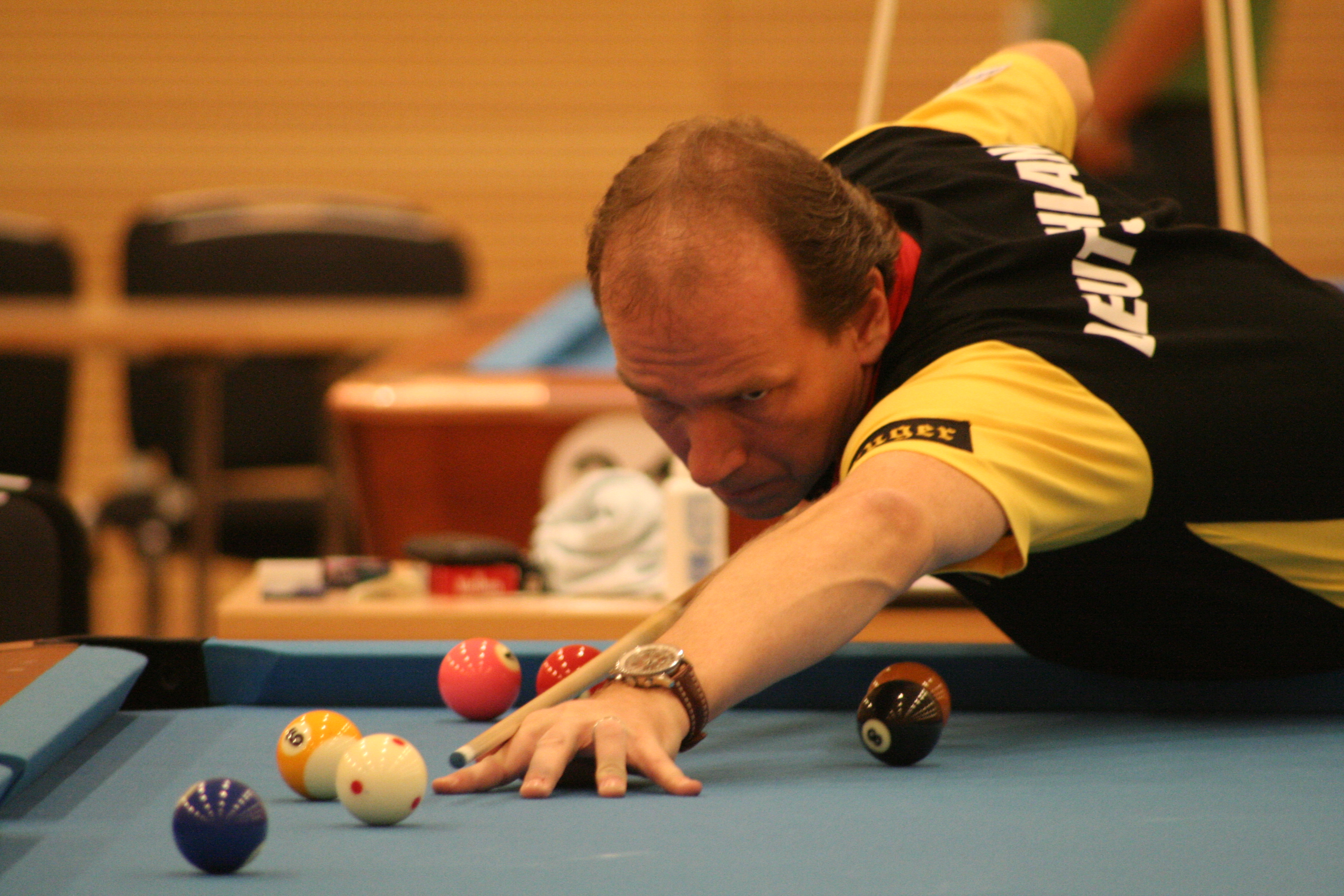
Ortmann bij het Europees kampioenschap 2008

Oliver Ortmann (Gelsenkirchen, 11 juni 1967) is een Duits poolbiljarter met als bijnaam 'The Machine'. Hij brak in 1989 internationaal door met het winnen van de US Open in de discipline straight pool. Dat toernooi won hij in 1993 opnieuw. Hij vertegenwoordigde Europa negenmaal in de Mosconi Cup waarvan eenmaal als non playing captain. 
Hij won het Europees kampioenschap 9-ball in 1993, 1994, 1996, 1999, 2002 en 2003, het Europees kampioenschap 8-ball in 1996, 2006 en 2007 en het Europees kampioenschap straight pool in 1987, 1989, 1990, 2000 en 2006. 
Hij won het wereldkampioenschap 9-ball in 1995 in Taipei met een overwinning in de finale op Dallas West en het wereldkampioenschap straight pool in 2007 in New Brunswick met een overwinning op Huidji See. Hij won de International Challenge of Champions in 1997 en 2000. Hij was dertienmaal winnaar van de Euro-Tour.